# Orwell (contea di Bradford)
Orwell  è una township degli Stati Uniti d'America, nella contea di Bradford nello Stato della Pennsylvania. Secondo il censimento del 2000 la popolazione è di 1.097 abitanti.

## Società

### Evoluzione demografica
La composizione etnica vede una maggioranza di quella bianca (99,18%), seguita dai nativi americani (0,18%) dati del 2000.
| township di Orwell Popolazione |       |
| 2000                           | 1.097 |
| Stima al 2009                  | 1.099 |